# Live at Luther College
Live at Luther College – album koncertowy Dave'a Matthewsa i Tima Reynoldsa. Album ten dokumentuje koncert akustyczny, który miał miejsce w Luther College – 6 lutego 1996 roku. Obaj artyści koncertują razem od wielu lat jednak dopiero w roku 2007 zdecydowali się na wydanie kolejnego albumu koncertowego Live at Radio City. Wszystkie koncerty lidera Dave Matthews Band oraz Tima Reynoldsa mają charakter akustyczny (2 gitary akustyczne + śpiew Matthewsa).

## Lista utworów

### CD 1
1. "One Sweet World" – 5:43
2. "#41" – 5:37
3. "Tripping Billies" – 5:49
4. "Jimi Thing" » "What Will Become of Me?" – 8:13
5. "Satellite" – 4:39
6. "Crash into Me" – 5:33
7. "Deed Is Done" – 4:51
8. "Lover Lay Down" – 5:33
9. "What Would You Say" – 5:06
10. "Minarets" – 7:00
11. "Cry Freedom" – 5:39
12. "Dancing Nancies" – 7:15

### CD 2
1. "Typical Situation" – 7:02
2. "Stream" (Reynolds) – 5:49
3. "Warehouse" – 9:17
4. "Christmas Song" – 5:24
5. "Seek Up" – 7:43
6. "Say Goodbye" – 5:19
7. "Ants Marching" – 5:26
8. "Little Thing" – 6:18
9. "Halloween" – 3:00
10. "Granny" – 3:22
11. "Two Step" – 6:34

## Wykonawcy
- Dave Matthews — gitara akustyczna, śpiew
- Tim Reynolds — gitara akustyczna